# 圣瑞斯特和勒贝聚
圣瑞斯特和勒贝聚（法語：Saint-Just-et-le-Bézu，法語發音：[sɛ̃ ʒyst e lə bezy] ⓘ）是法国奥德省的一个市镇，位于该省西南部，属于利穆区。

## 地理
圣瑞斯特和勒贝聚（42°52'47"N, 2°16'3"E）面积13.54 平方千米，位于法国奧克西塔尼大區奥德省，该省份为法国南部沿海省份，北起塔恩省，西北接上加龙省，西接阿列日省，南至东比利牛斯省，东临地中海，东北与埃罗省接壤。
与圣瑞斯特和勒贝聚接壤的市镇（或旧市镇、城区）包括：比加拉什、格拉内斯、雷恩堡、圣朱利亚德贝克、圣路易和帕拉乌。

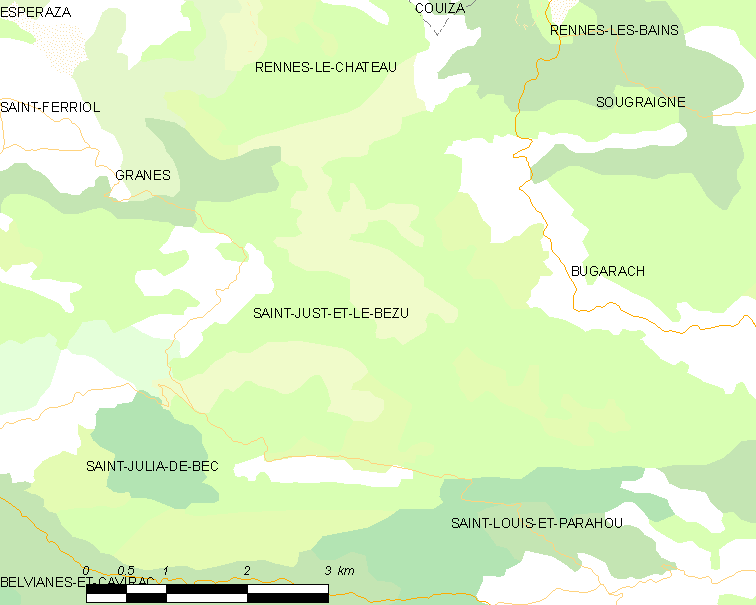
圣瑞斯特和勒贝聚的OSM定位图

圣瑞斯特和勒贝聚的时区为UTC+01:00、UTC+02:00（夏令时）。

## 行政
圣瑞斯特和勒贝聚的邮政编码为11500，INSEE市镇编码为11350。

## 政治
圣瑞斯特和勒贝聚所属的省级选区为上奥德河谷县。

## 人口

1962-2008年间圣瑞斯特和勒贝聚人口变化图示

圣瑞斯特和勒贝聚于2022年1月1日时的人口数量为50人。